# راي توريس
راي توريس (بالإسبانية: Ray Torres)‏ هو لاعب كرة قاعدة مكسيكي، ولد في 12 أبريل 1958، وتوفي في 27 أكتوبر 2012.